# Akodon
Akodon là một chi động vật có vú trong họ Cricetidae, bộ Gặm nhấm. Chi này được Meyen miêu tả năm 1833. Loài điển hình của chi này là Akodon boliviensis Meyen, 1833.
Phần lớn các loài trong chi phân bố ở phía nam của lưu vực sông Amazon và dọc theo Andes phía bắc đến Venezuela, nhưng vắng mặt từ nhiều lưu vực phía nam của lục địa, và các vùng đất thấp phía tây của Andes.:

## Hình ảnh

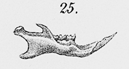
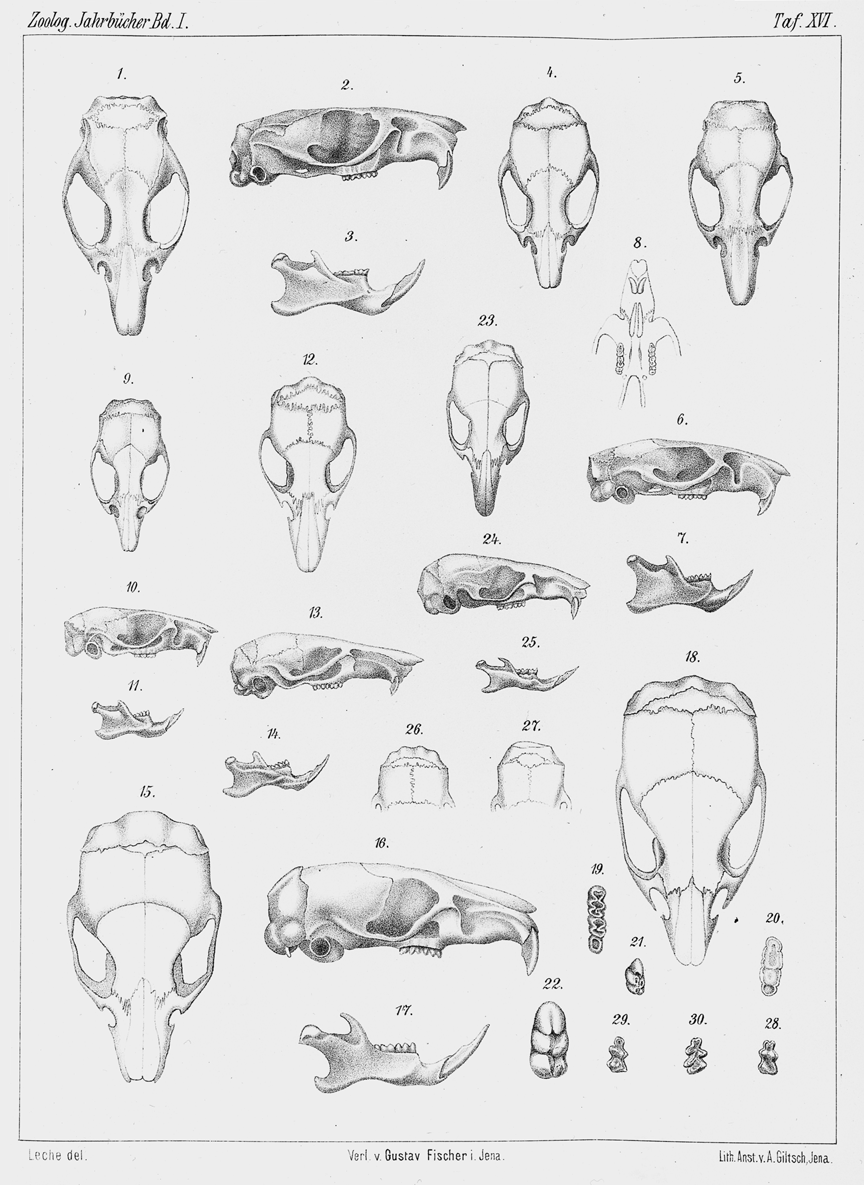

## Các loài
Chi này gồm các loài:
- Akodon aerosus
- Akodon affinis
- Akodon albiventer
- Akodon azarae
- Akodon bogotensis
- Akodon boliviensis
- Akodon budini
- Akodon caenosus[fn 1]
- Akodon cursor
- Akodon dayi
- Akodon dolores[fn 2]
- Akodon fumeus
- Akodon glaucinus[fn 3]
- Akodon iniscatus
- Akodon juninensis
- Akodon kofordi
- Akodon latebricola
- Akodon lindberghi
- Akodon lutescens
- Akodon mimus
- Akodon mollis
- Akodon montensis
- Akodon mystax
- Akodon neocenus
- Akodon orophilus
- Akodon paranaensis
- Akodon pervalens
- Akodon philipmyersi[fn 4]
- Akodon polopi[fn 5]
- Akodon reigi
- Akodon sanctipaulensis
- Akodon serrensis
- Akodon siberiae
- Akodon simulator
- Akodon spegazzinii[fn 6]
- Akodon subfuscus
- Akodon surdus
- Akodon sylvanus
- Akodon tartareus[fn 3]
- Akodon toba
- Akodon torques
- Akodon varius